# Лезбијка
Лезбијка је жена коју естетски, сексуално и емотивно привлаче друге жене, и која са другим женама остварује емоционални, сексуални и партнерски однос.
Сексуални односи међу женама могу бити разноврсни, као између хетеросексуалаца или између геј мушкараца. Неке жене у истополним односима се не изјашњавају као лезбијке, већ као бисексуалке. Као и код свим међуљудских односа, сексуална експресија зависи од карактера везе. Као и остале особе, без обзира на сексуалну оријентацију лезбијке могу бити „промискуитетне“ или посвећене вези, стидљиве или поносне. Нове друштвене промене омогућиле су да лезбијке слободније изражавају своју сексуалност, што је допринело новим студијама на пољу женске сексуалности.

## Име
Реч лезбијка је изведена из Лезбос (грч. Λέσβος), имена грчког острва у источном Егејском мору на коме је песникиња Сапфа живела и водила школу за девојке у 6. веку п. н. е.
У енглеском језику је такође врло присутан жаргонски израз dyke или bulldyke, којим се обично описује лезбијка са традиционално мушким родним изражавањем (више о родном изражавању у чланку трансродност). Оба термина су у политички коректном говору прихватљива једино уколико их користи особа са позитивним ставом према ЛГБТ особама. Не у потпуности адекватан превод на српски језик био би лезбача.
Буч (енг. butch) и фем (енг. femme) идентитети су кључни део лезбијске историје, али такође и парадигме које се прихватају током развоја. Буч је лезбијски идентитет родног изражавања који на родном спектру ближи, или прелази, у мушко родно изражавање. Фем је њен антипод — жена с наглашеним друштвено нормираним ознакама женског рода.